# Biên Hòa
Bien Hoa (in vietnamita Biên Hòa) è una città vietnamita, capoluogo della provincia di Dong Nai, situata nella regione di Dong Nam Bo, nel sud del Paese.
Amministrativamente dipende direttamente dalla provincia.